# Swiss Faustball
Als Swiss Faustball (SF) wird der offizielle gesamtschweizerische Faustball-Spielbetrieb seit dem 1. Januar 2008 bezeichnet. Das für den Spielbetrieb verantwortliche Organ (Schweizer Faustballverband) ist seitdem der ‚Zentralvorstand Swiss Faustball (ZV-SF)‘. Er ist der Dachverband der Schweizer Faustballvereine und organisiert den Faustball-Sport in der gesamten Schweiz. Vor der Umbenennung hiess der Verband ‚Schweizerische Faustballkommission (FAKO-CH)‘. Als solcher wurde er am 26. April 1962 gegründet.

## Organisation
Der Verein mit Sitz in Olten ist in der Schweiz verantwortlich für den Spielbetrieb in der National-Liga A und B der Männer, Frauen und im Nachwuchs, zuständig für die Nationalmannschaften (Männer, Frauen, U21, U18 männlich und U18 weiblich) und leitet das Schiedsrichter- und Ausbildungswesen. Der Verband ist seit dem 1. Januar 2020 in die 1. Liga Ost mit den Regionen 1: St. Gallen/Appenzell Ausserrhoden/Appenzell Innerrhoden/Graubünden, 2: Thurgau, 3: Zürich Nord und Süd und die 1. Liga West mit den Regionen 4: Uri/Schwyz/Zug/Zürich/Luzern/Obwalden/Nidwalden/Glarus, 5: Aargau, 6: Basel-Land/Basel-Stadt 7: Solothurn, 8: Bern/Freiburg/Wallis gegliedert.
Die Trägerverbände von Swiss Faustball sind der Schweizer Turnverband (STV), die Sport Union Schweiz (SUS) und der Sportverband SATUS Schweiz.

## Meisterschaften
Bei der Schweizer Faustballmeisterschaft 1974 belegte die Mannschaft ETV Alte Sektion Zürich den ersten Rang. Schweizer Meister der Saison 2019 sind auf dem Feld der SVD Diepoldsau bei den Männern und der TSV Jona bei den Frauen. In der Hal.le wurden in der Saison 2019/20 bei den Männern die FG Elgg-Ettenhausen und bei den Frauen der SVD Diepoldsau. Pokalsieger 2019 wurde der STV Wigoltingen.

## International
Swiss Faustball ist dem Internationalen Faustballverband (IFA) angeschlossen und nimmt regelmässig mit ihren Nationalteams an internationalen Wettkämpfen teil. Die Schweiz war im Gegenzug auch schon Schauplatz von Weltmeisterschaften (Männer; 1979 in St. Gallen, 1999 in Olten SO und Frauen; 2006 in Jona SG) und Europameisterschaften (letztmals 2010 in Ermatingen TG).
Auch die einzelnen Faustballvereine der Schweiz nehmen immer wieder an Turnieren wie Europa- oder IFA-Cup im Ausland teil.